# Флеминг (лунный кратер)
Кратер Флеминг (лат. Fleming) — большой древний ударный кратер в северном полушарии обратной стороны Луны. Название присвоено в честь британского бактериолога Александра Флеминга (1881—1955) и шотландского астронома Вильямины Флеминг (1857 — 1911); утверждено Международным астрономическим союзом в 1970 г. Образование кратера относится к нектарскому периоду.

## Описание кратера
Ближайшими соседями кратера являются кратер Герц на западе-юго-западе; кратер Чан-Хэн на северо-востоке; кратер Лобачевский на юге-юго-востоке и кратер Аль-Хорезми на юге-юго-западе. Селенографические координаты центра кратера 14°55′ с. ш. 109°17′ в. д. / 14,91° с. ш. 109,28° в. д., диаметр 126,4 км, глубина 2,9 км
Кратер Флеминг имеет полигональную форму и значительно разрушен за длительное время своего существования. Вал сглажен, по всему периметру отмечен кратерами различного размера. Внутренний склон вала со сглаженными остатками террасовидной структуры. Высота вала над окружающей местностью достигает 1520 м, объём кратера составляет приблизительно 11350 км³. Дно чаши сравнительно ровное, испещрено мелкими кратерами, с отдельными короткими хребтами и холмами, в центре чаши расположен невысокий, вытянутый с юга на север хребет, на юго-востоке от последнего находится приметный чашеобразный кратер.
До получения собственного названия в 1970 г. именовался «Кратер 203».

## Сателлитные кратеры
| Флеминг | Координаты                                              | Диаметр, км |
| ------- | ------------------------------------------------------- | ----------- |
| D       | 16°47′ с. ш. 114°03′ в. д. / 16,79° с. ш. 114,05° в. д. | 24,7        |
| N       | 12°43′ с. ш. 108°53′ в. д. / 12,71° с. ш. 108,88° в. д. | 23,1        |
| W       | 17°47′ с. ш. 106°10′ в. д. / 17,79° с. ш. 106,17° в. д. | 51,9        |
| Y       | 18°02′ с. ш. 108°14′ в. д. / 18,03° с. ш. 108,23° в. д. | 28,8        |

## Галерея
- Снимок с борта Аполлона-11.
- Снимок с борта Аполлона-14.

## См.также
- Список кратеров на Луне
- Лунный кратер
- Морфологический каталог кратеров Луны
- Планетная номенклатура
- Селенография
- Минералогия Луны
- Геология Луны
- Поздняя тяжёлая бомбардировка